# Vita (Lucio Dalla e Gianni Morandi)
Vita è un brano musicale scritto da Mogol e Mario Lavezzi, contenuto nell'album Dalla/Morandi (RCA – PL 71778 (2)) dei cantanti Lucio Dalla e Gianni Morandi pubblicato nella primavera del 1988. Inizialmente la canzone, che cominciava con "Cara in te ci credo", fu proposta a Mina, ma fu da lei rifiutata. Mogol, quindi, la propose a Dalla e fu cambiato l'incipit.

## Cover
- 2007 - Technoboy singolo (Titanic Records – TTC 038); compilation Top Generation Vol. 3 (Start Stop Records – SSRCD010907)
- 2008 - Blue Cold Ice Creams nell'album Funky Town
- 2010 - Ornella Vanoni nell'album dal vivo Live al Blue Note
- 2021 - Mario Venuti feat. Joe Barbieri nell'album Tropitalia (Puntoeacapo – 19/21)